# Ongaro (Münze)
Ongaro, auch Ungaro, war ein ungarischer Dukaten (Goldgulden) mit italienischer und italienisch-schweizerischer Benennung. Geprägt und nachgeprägt wurde die Münze in den italienischen Münzstätten wie Parma, Modena, Correggio, Tassarolo und Macagno als großherzogliche toskanische Goldmünze. 
Man unterschied in Ongari imperial, also kaiserlicher Dukaten, und in Ongaro Kremnitz, Kremnitzer Dukaten vom Ongari principi, dem deutschen und holländischen (heute: niederländischen).
Die Münze war nach Florentiner Gewicht gleich zwei Deniers schwer, was etwa 23 Grains entsprach. Die Ausgaben ab etwa 1601 zeigten auf der Vorderseite den geharnischten gekrönten und rechtssehenden Cosmus III., Großherzog von Florenz und Sohn des Ferdinand II., der ab 1672 die volle Regierung übernahm. Die Rückseite wies auf Ungarn durch die Inschrift: ad bonitate aurei Hungarie Liburni hin. Viele Ausgaben wie z. B. die von 1674, 1676, 1691, 1674, 1736 blieben vom Gewicht gleich, nur die Prägung von 1738 änderte sich auf das Bild von Franz. III.